# Wimille
Wimille ist eine französische Gemeinde mit 3839 Einwohnern (Stand 1. Januar 2022) im Département Pas-de-Calais in der Region Hauts-de-France. Sie gehört zum Arrondissement Boulogne-sur-Mer und zum Kanton Boulogne-sur-Mer-1. Die Einwohner werden Wimillois genannt.

## Geographie
Wimille liegt nahe der Küste zum Ärmelkanal am Flusslauf des Wimereux. Die Gemeinde gehört zum Regionalen Naturpark Caps et Marais d’Opale.
Umgeben wird Wimille von den Nachbargemeinden Wacquinghen im Norden, Offrethun und Marquise im Nordosten, Maninghen-Henne und Pittefaux im Osten, Pernes-lès-Boulogne im Südosten, Saint-Martin-Boulogne im Süden, Boulogne-sur-Mer im Südwesten, Wimereux im Westen und Ambleteuse im Nordwesten.
Durch die Gemeinde führt die Autoroute A16. Der Bahnhof von Wimille-Wimereux liegt an der Bahnstrecke von Boulogne-sur-Mer nach Calais.

## Bevölkerungsentwicklung
| Jahr      | 1962 | 1968 | 1975 | 1982 | 1990 | 1999 | 2006 | 2011 |
| Einwohner | 4497 | 4826 | 4779 | 4220 | 4681 | 4721 | 4380 | 4185 |

## Sehenswürdigkeiten
- Kirche Saint-Pierre, erbaut im 12. Jahrhundert
- Die Säule der Grande-Armée (auch: Napoleonssäule), seit 1905 Monument historique
- Kapelle aus dem 16. Jahrhundert
- Brunnen aus dem 17. Jahrhundert, Monument historique seit 1972
- Schloss La Rivière aus dem 17. Jahrhundert
- Schlösser und Parks Lozembrune (seit 1978 Monument historique), Petit-Denacre (seit 1978 Monument historique), [Mühle] Grisendal und Billeauville, jeweils aus dem 18. Jahrhundert
- Britischer Militärfriedhof (Terlincthun)
- Brauerei Lebeurre Guilbert
- Brauerei Fidon Bertèche

## Persönlichkeiten
- Jean-François Pilâtre de Rozier (1754–1785), Luftfahrtpionier, verunglückte zwischen Wimereux und Wimille tödlich